# Міністр охорони здоров'я Греції

Офіційний прапор міністерства

Міністр охорони здоров'я Греції — голова Міністерства охорони здоров'я Греції (грец. Υπουργείο Υγείας), яке 2009 року перейменоване на Міністерство охорони здоров'я та соціальної солідарності (грец. Υπουργός Υγείας και Κοινωνικής Αλληλεγγύης). Чинний міністр — Андреас Ловердос.

## Назви міністерства
| Період    | Оригінальна назва                                    | Переклад                                                                           |
| --------- | ---------------------------------------------------- | ---------------------------------------------------------------------------------- |
| 1974—1982 | Υπουργείο Κοινωνικών Υπηρεσιών                       | Міністерство соціальних послуг                                                     |
| 1982—1984 | Υπουργείο Υγείας και Πρόνοιας                        | Міністерство охорони здоров'я і соціального забезпечення                           |
| 1984—2004 | Υπουργείο Υγείας, Πρόνοιας και Κοινωνικών Ασφαλίσεων | Міністерство охорони здоров'я, соціального забезпечення та соціального страхування |
| 2004-нині | Υπουργείο Υγείας και Κοινωνικής Αλληλεγγύης          | Міністерство охорони здоров'я і соціальнох солідарності                            |

## Список міністрів
| Ім'я                          | Початок повноважень | Кінець повноважень | Партія          |
| ----------------------------- | ------------------- | ------------------ | --------------- |
| Андреас Коккевіс              | 24 липня 1974       | 9 жовтня 1974      | Нова демократія |
| Спірідон Доксіадіс            | 9 жовтня 1974       | 21 листопада 1974  | Нова демократія |
| Василіос Дердемезіс           | 21 листопада 1974   | 22 лютого 1975     | Нова демократія |
| Константінос Хрісантопулос    | 22 лютого 1975      | 10 вересня 1976    | Нова демократія |
| Константінос Стефанопулос     | 10 вересня 1976     | 28 листопада 1977  | Нова демократія |
| Спірідон Доксіадіс            | 28 листопада 1977   | 21 жовтня 1981     | Нова демократія |
| Параскевас Авгерінос          | 21 жовтня 1981      | 17 січня 1984      | ПАСОК           |
| Георгіос Генніматас           | 17 січня 1984       | 5 лютого 1987      | ПАСОК           |
| Георгіос-Александрос Манкакіс | 5 лютого 1987       | 23 вересня 1987    | ПАСОК           |
| Іоанніс Флорос                | 23 вересня 1987     | 18 листопада 1988  | ПАСОК           |
| Апостлос Какламаніс           | 18 листопада 1988   | 2 липня 1989       | ПАСОК           |
| Мільтіадіс Еверт              | 2 липня 1989        | 12 жовтня 1989     | Нова демократія |
| Георгіос Мерікас              | 12 жовтня 1989      | 11 квітня 1990     | Нова демократія |
| Маріетта Яннаку               | 11 квітня 1990      | 8 серпня 1991      | Нова демократія |
| Георгіос Сурлас               | 8 серпня 1991       | 3 грудня 1992      | Нова демократія |
| Дімітріос Сіуфас              | 3 грудня 1992       | 13 жовтня 1993     | Нова демократія |
| Дімітріос Кремастінос         | 13 жовтня 1993      | 22 січня 1996      | ПАСОК           |
| Анастасіос Пепоніс            | 22 січня 1996       | 25 вересня 1996    | ПАСОК           |
| Костас Гітонас                | 25 вересня 1996     | 30 жовтня 1998     | ПАСОК           |
| Ламброс Пападімас             | 30 жовтня 1998      | 13 квітня 2000     | ПАСОК           |
| Алекос Пападопулос            | 13 квітня 2000      | 13 червня 2002     | ПАСОК           |
| Константінос Стефаніс         | 13 червня 2002      | 10 березня 2004    | ПАСОК           |
| Нікітас Какламаніс            | 10 березня 2004     | 15 лютого 2006     | Нова демократія |
| Дімітріс Аврамопулос          | 15 лютого 2006      | 7 жовтня 2009      | Нова демократія |
| Маріліза Ксенояннакопулу      | 7 жовтня 2009       | 7 вересня 2010     | ПАСОК           |
| Андреас Ловердос              | 7 вересня 2010      | 17 травня 2012     | ПАСОК           |
| Христос Кіттас                | 17 травня 2012      | 17 травня 2012     | безпартійний    |
| Андреас Лікурендзос           | 21 червня 2012      | чинний             | Нова Демократія |